# ウィリアム・スタンレー・ヘーゼルタイン
ウィリアム・スタンレー・ヘーゼルタイン（William Stanley Haseltine、1835年6月11日 - 1900年2月3日）はアメリカ合衆国の画家である。ロマン派の影響を受けたアメリカの風景画家のグループ、ハドソン・リバー派の画家の一人である。

## 略歴
フィラデルフィアに、成功したビジネスマンの父親とアマチュア画家の母親の間に生まれた。ペンシルベニア大学、ハーバード大学で学び、1854年に学位を取得した。
1855年にペンシルベニア美術アカデミーに初めて絵を出展した後、ヨーロッパに渡り、その頃多くのアメリカ人が留学していたデュッセルドルフ美術アカデミーで学び、その後スイス、イタリアを旅し1857年後半からローマに滞在した。数ヶ月、ローマやカプリ島の風景を描き、1858年にアメリカに戻った。
フィラデルフィアに戻った後、1859年末までにニューヨークに移り、芸術家が住んだ、10ストリートスタジオビルの住人になった。その建物には、風景画家のフレデリック・エドウィン・チャーチ、アルバート・ビアスタットやワージントン・ウィットレッジも住んでいて、ビアスタットとウィットレッジはヨーロッパですでに知り合っていた。はじめはヨーロッパでのスケッチした絵画を仕上げていたが、ニューイングランドの海岸の風景を描くようになった。
風景画で多くの賞を受賞し、1860年にナショナル・アカデミー・オブ・デザイン（後のNational Academy Museum and School）の準会員に選ばれ、1861年に正会員となった。
1864年に妻を失い、1866年に再婚した後、家族とヨーロッパに渡り1867年からローマを拠点にヨーロッパ各地の風景画を描く生活をした。アメリカには定期的に帰国し1899年には西部を旅したが1900年にローマで没した。

## 作品

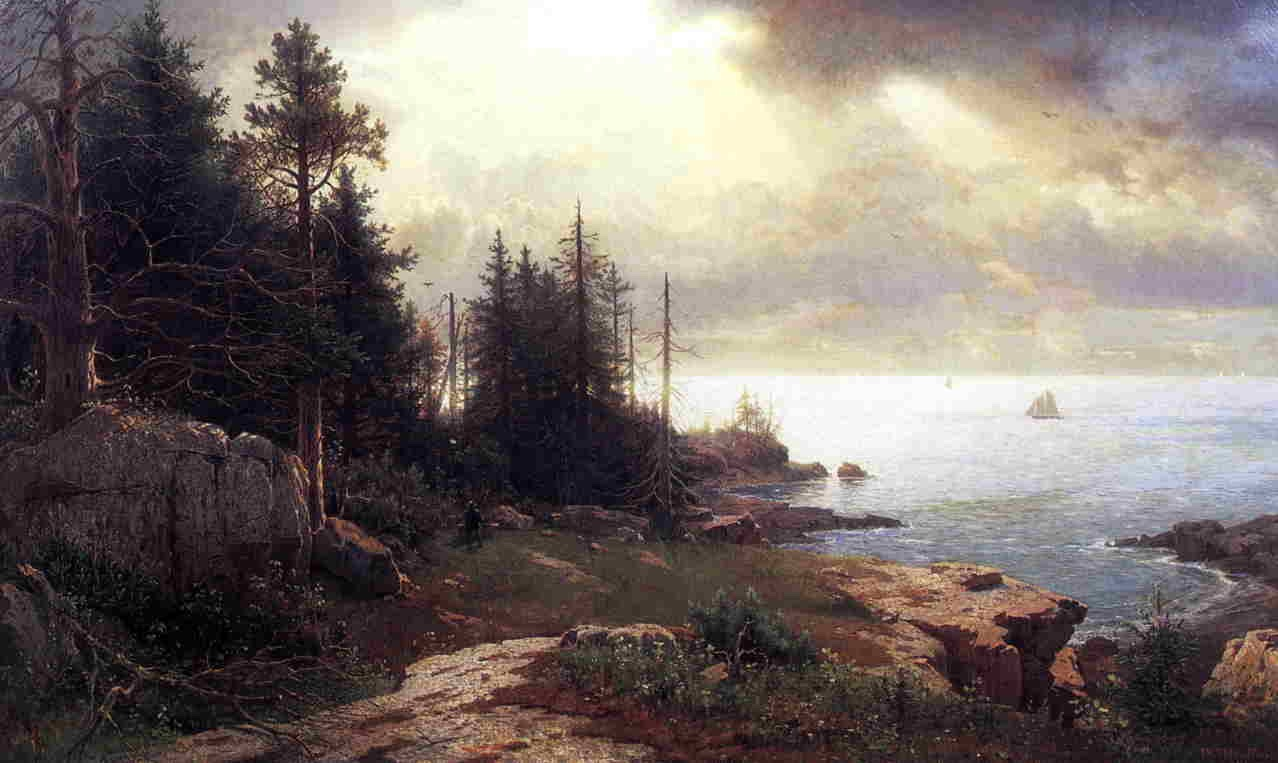
マウント・デザート島の風景 (1859)
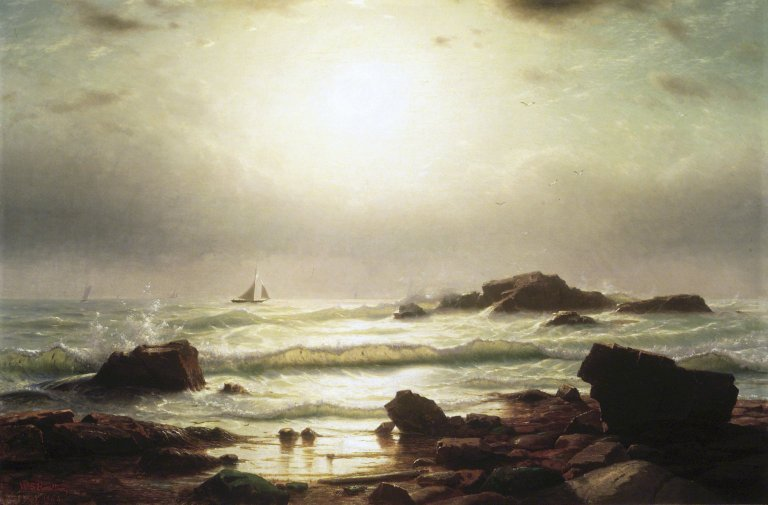
ロッキー海岸の風景(1864)
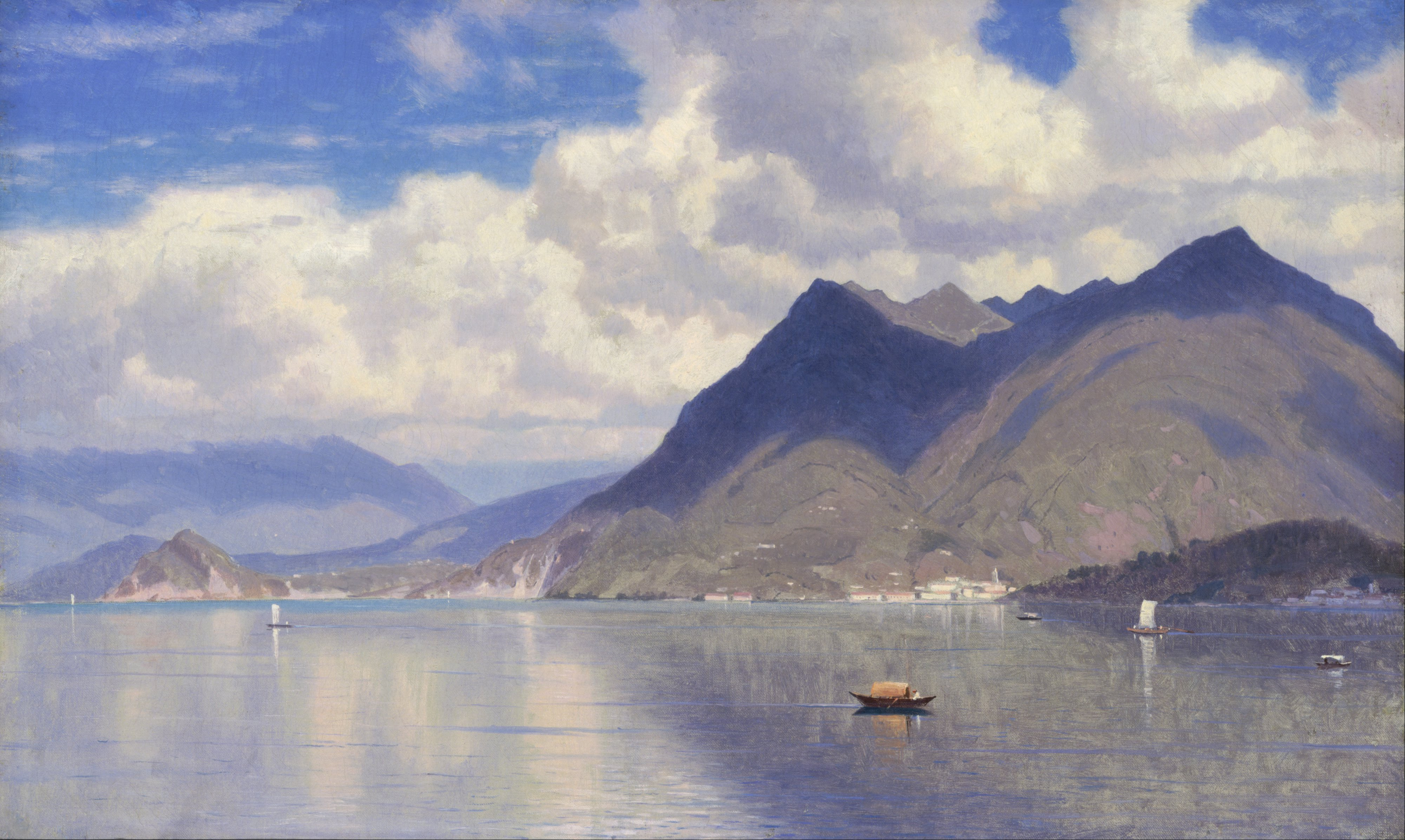
マッジョーレ湖(1867)
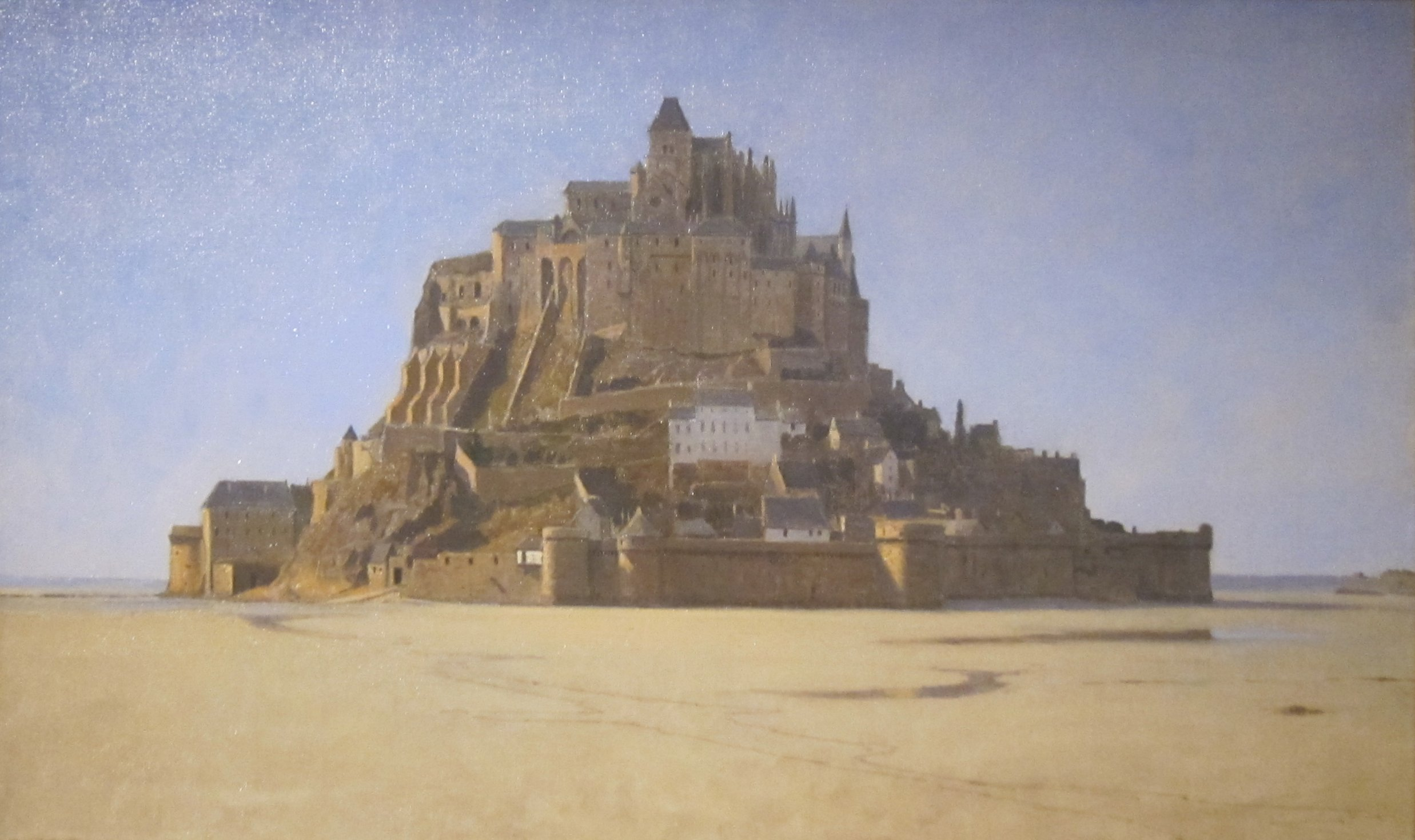
ル・モン＝サン＝ミシェル(1868)
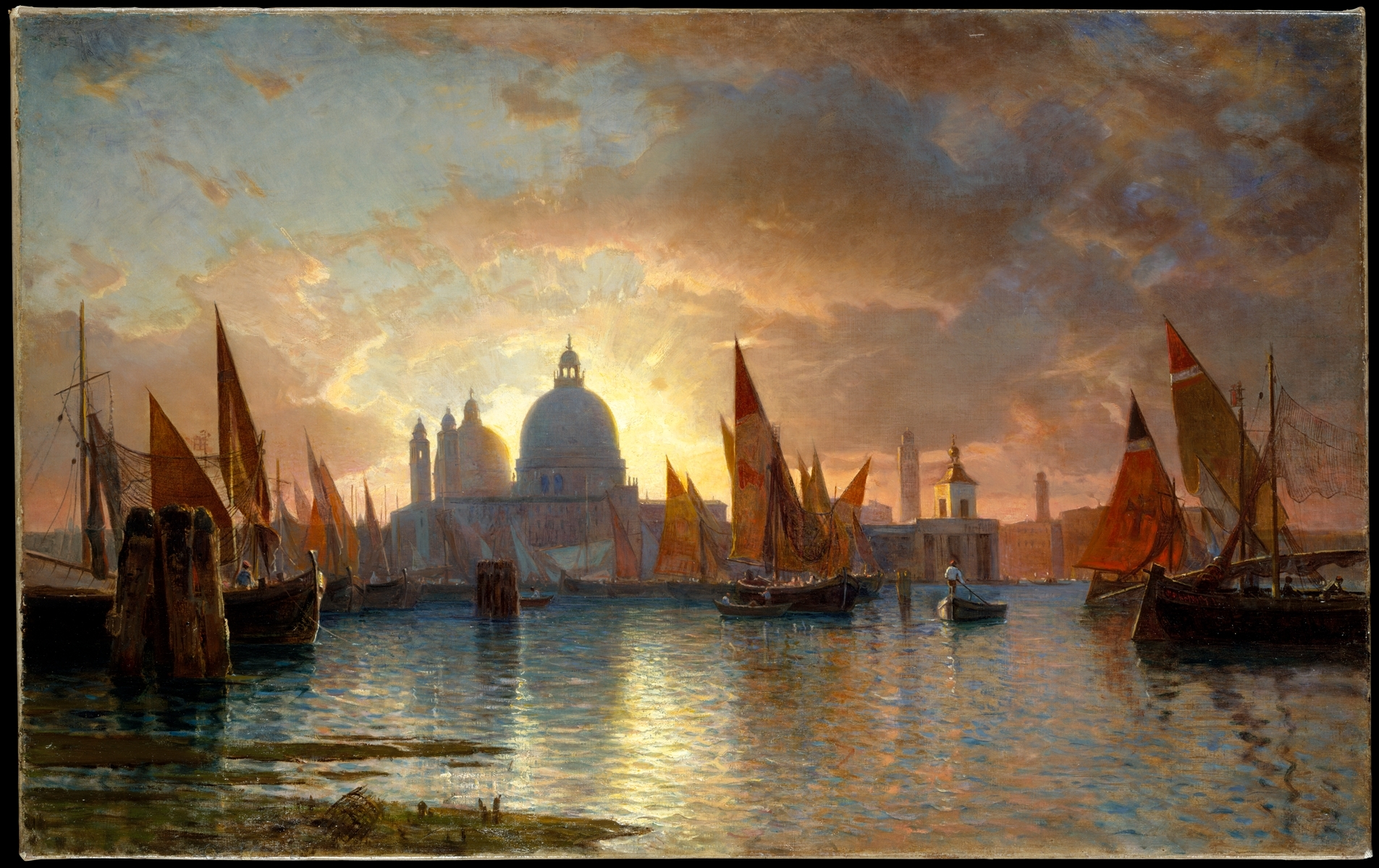
サンタ・マリア・デッラ・サルーテ聖堂
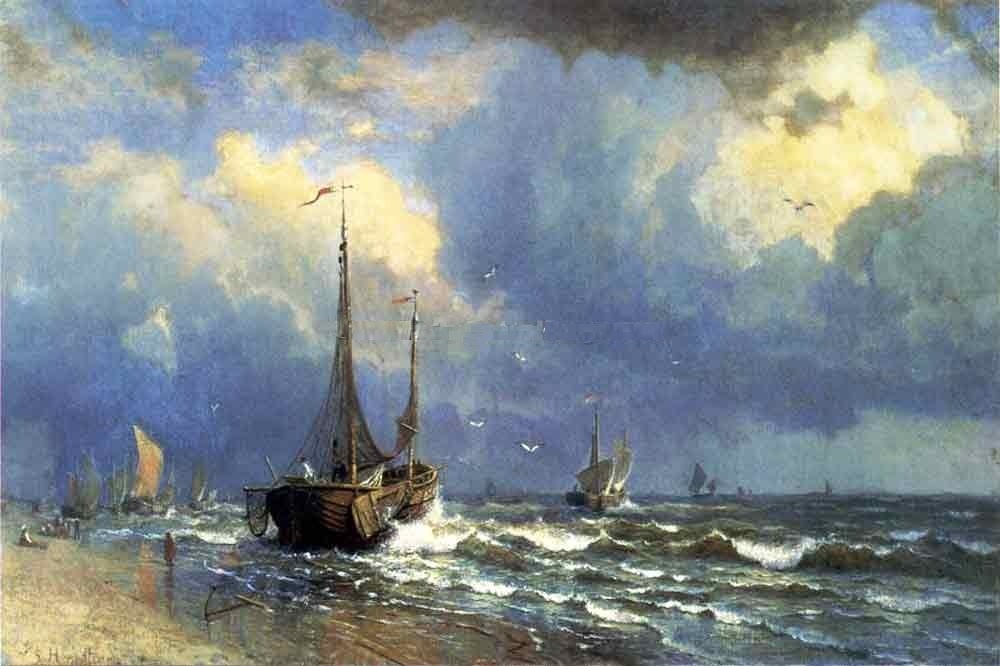
「オランダの海岸」(1885)